# تشيتشالي غلامرضا (حومة انديمشك)
تشيتشالي غلامرضا (بالفارسية: چیچالی‌غلامرضا) هي قرية تقع في إيران في منطقة مركزية ريفية. يقدر عدد سكانها بـ 107 نسمة .